# The Sundown Trail
The Sundown Trail er en amerikansk stumfilm fra 1919 af Rollin S. Sturgeon.

## Medvirkende
- Monroe Salisbury som Carter
- Clyde Fillmore som Eddy
- Alice Claire Elliott
- Beatrice Dominguez
- Carl Stockdale